# Chandni
Chandni (Hindi: चाँदनी, cā̃ndanī; übersetzt: Mondlicht, beliebter weiblicher Vorname) ist ein Hindi-Film von Yash Chopra aus dem Jahr 1989.

## Handlung
Rohit und Chandni sind frisch verliebt und wollen den Bund der Ehe schließen und widersetzten sich Rohits Eltern, die gegen diese Heirat sind. Während einer romantischen Reise in der Schweiz, noch vor der Trauung, stürzt Rohit aus einem Helikopter und ist halbseitig gelähmt. Mit dem Glauben Chandnis Leben zu ruinieren, gibt er vor sie nicht mehr zu lieben und verlässt sie.
Trost findet Chandni bei dem Geschäftsmann Lalit, der sich dann auch bald in sie verliebt und ihr einen Heiratsantrag macht. Nach längerem Zögern willigt sie letztlich ein.
Während sich in dieser Zeit die beiden nähergekommen sind, unterzieht sich Rohit in der Schweiz einer Kur. Er macht große Fortschritte, so dass er bald wieder gehen kann. Oft denkt Rohit auch an seine Chandni und findet sie in seinen Liedern wieder. Zufälligerweise trifft er während seiner Kur auf einen Geschäftsmann, mit dem er sich auf Anhieb blendend versteht: Es ist Lalit.
Wieder zurück in Indien steht Rohit vor Chandnis Haustür. Beide sind so überwältigt den jeweils anderen wiederzusehen, dass Rohit ihr abermals einen Antrag macht. Schweren Herzens berichtet Chandni, dass sie nun einem anderen Mann gehört.
Nachdem sich Lalit und Rohit fest angefreundet hatten, lädt er ihn zu seiner Hochzeit ein. Einen Tag vor der Hochzeit will Lalit seiner Verlobten den neuen Freund vorstellen. Lalit zuliebe verhalten sich beide wie Fremde. Doch am Hochzeitstag versteht letztlich auch Lalit, dass Chandni die Frau ist, von der Rohit in der Schweiz gesungen hatte.

## Musik
| Lied                        | Sänger                         |
| --------------------------- | ------------------------------ |
| Chandni O Meri Chandni      | Jolly Mukherjee, Sridevi       |
| Lagi Aaj Sawan              | Suresh Wadkar                  |
| Mein Sasuraal Nahi          | Lata Mangeshkar                |
| Mere Haathon Mein           | Lata Mangeshkar                |
| Shehron Mein Se Shehar Suna | Vinod Rathod                   |
| Tere Mere Honton Pe         | Lata Mangeshkar, Suresh Wadkar |
| Tu Mujhe Suna               | Nitin Mukesh, Suresh Wadkar    |
| Aa Meri Jaan                | Lata Mangeshkar                |

Die Liedtexte zur Musik von „Shiv-Hari“ schrieb Anand Bakshi. Das Lied  Mere Haathon Mein  ist dem deutschen Publikum auch durch Kajols Tanzeinlage aus dem Film In guten wie in schweren Tagen bekannt (Szene Rukhsars Hochzeit).

## Auszeichnungen
National Film Award (1990)
- National Film Award/Bester Unterhaltungsfilm an Yash Chopra

Filmfare Award 1990
- Filmfare Award/Beste Kamera an Manmohan Singh

Nominierungen
- Filmfare Award/Beste Hauptdarstellerin an Sridevi
- Filmfare Award/Bester Hauptdarsteller an Rishi Kapoor
- Filmfare Award/Bester Film an Yash Chopra
- Filmfare Award/Beste Regie an Yash Chopra
- Filmfare Award/Beste Musik an Shiv-Hari
- Filmfare Award/Bester Liedtext an Anand Bakshi für Lagi Aaj Sawan
- Filmfare Award/Bester Playbacksänger an Suresh Wadkar für Lagi Aaj Sawan

## Kritik
Der Film und seine Marketingkampagne wurden auf die Hauptdarstellerin Sridevi zugeschnitten, die damals zu den führenden indischen Darstellerinnen gehörte. Er kann als Werbeplattform für Sridevi als Idealfantasie indischer Filmkonsumenten über die Weiblichkeit gesehen werden.

## Sonstiges
- Ursprünglich sollte Rekha die Rolle der Chandni übernehmen, die jedoch ablehnte.
- Am 14. September 1989 feierte Chandni Premiere und war recht erfolgreich.[2] Heute zählt er zu den Klassikern.
- Eine Melodie des Films wurde in dem späteren Yash Raj Film Lamhe als Lied verwendet (Kabhi Main Kahon).